# برکت

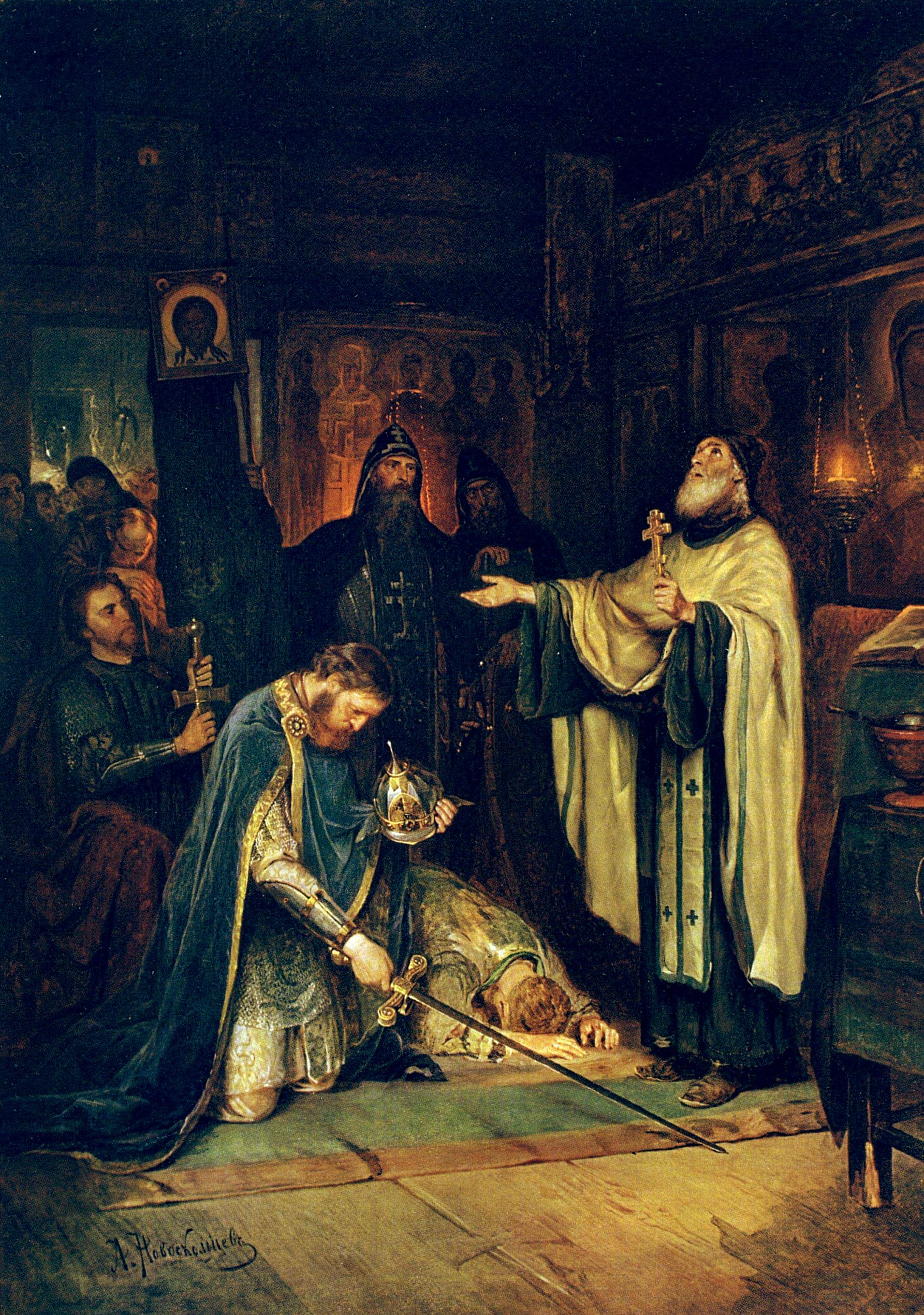
برکت دادن دیمیتری ایوانوویچ، ۱۹۱۹، اثر الکساندر نووسکول سیف

در دین، برکت (که به اعطای برکت نیز گفته می‌شود) (به انگلیسی: blessing) عبارت است از القای چیزی با تقدس، رستگاری معنوی یا اراده الهی.

## ادیان ابراهیمی

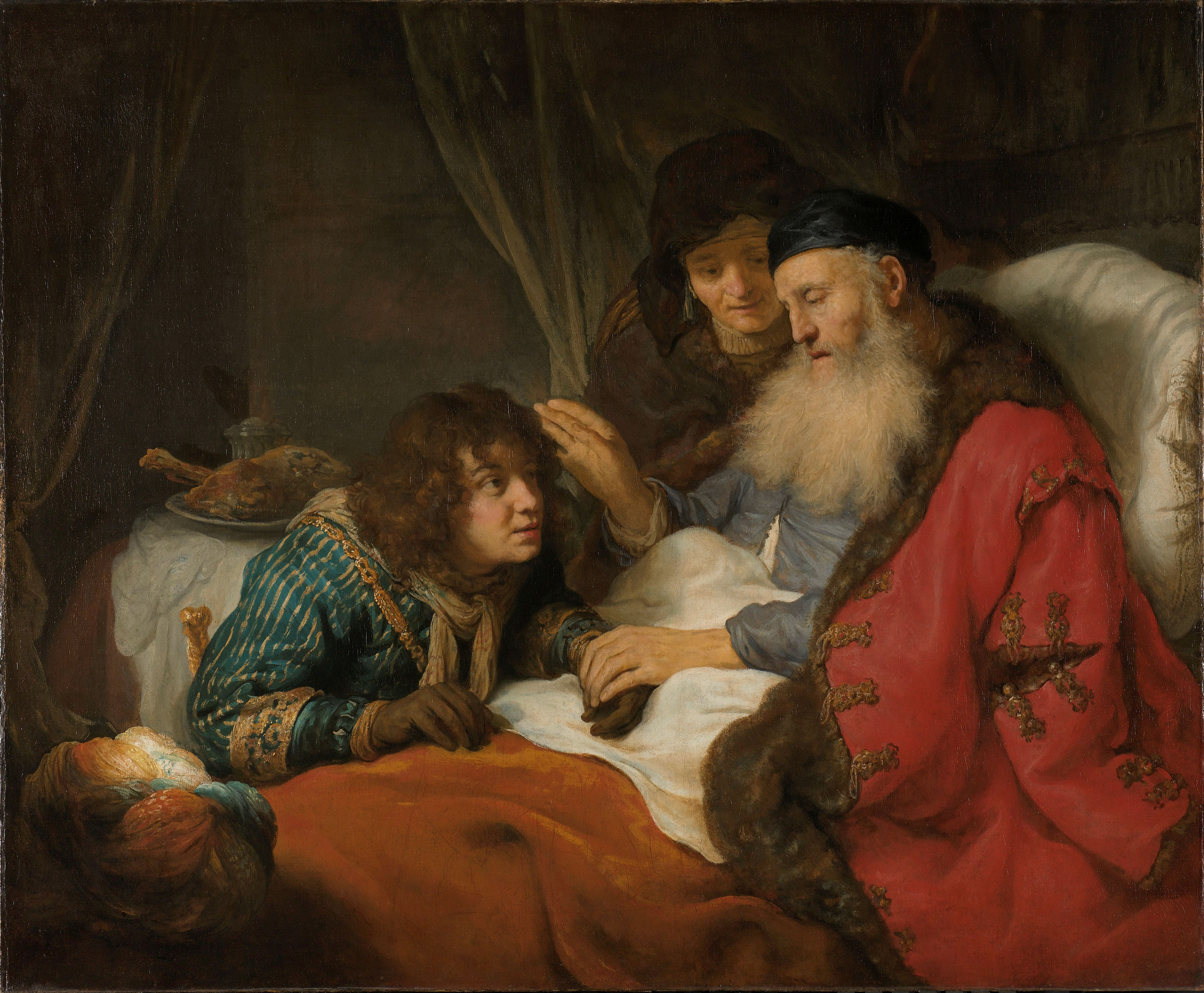
ایزاک، جیکوب را برکت می‌دهد، نقاشی گوورت فلینک (موزه ملی آمستردام)

«برکت شدن» به معنای مورد لطف خداوند قرار گرفتن، زیرا که او سرچشمه همه نعمات فرض می‌شود. بنابراین، برکات مستقیماً با خدا مرتبط است و اعتقاد بر این می‌باشد که از جانب خدا می‌آید؛ بنابراین، اظهار نعمت مانند این است که برای کسی آرزو کنیم که مورد لطف خداوند قرار گیرد و خداوند را سرچشمه همه نعمت‌ها بداند.

### یهودیت

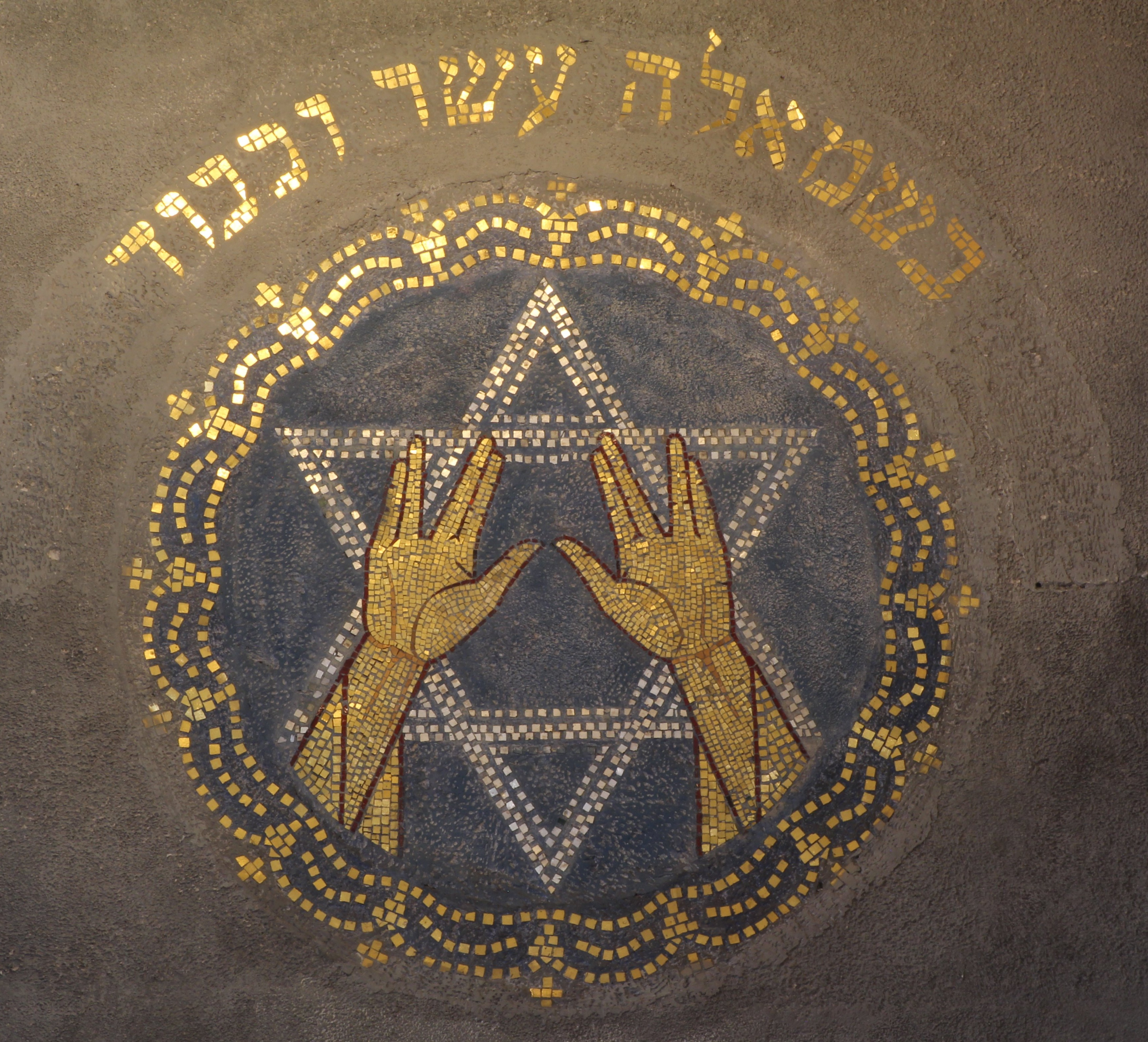
مقعیتی که در آن یک یهودی کوهن دست‌ها و انگشتان خود را در طی برکت روحانی قرار می‌دهد.

در یهودیت خاخامی، یک تبرک (یا براخه) در لحظه‌ای مشخص در طول نماز، مراسم یا فعالیت‌های دیگر، به ویژه قبل و بعد از صرف غذا خوانده می‌شود. کارکرد برکت این است که خداوند منشأ همه نعمات در نظر گرفته شود. یک براخه با منشأ خاخامی معمولاً با این کلمات شروع می‌شود: «خوشا به حال تو، ای خداوند، خدای ما، پادشاه جهان.» یهودیت خاخامی تعلیم می‌دهد که غذا در نهایت هدیه ای از یک روزی دهنده بزرگ، خداوند، است و برای خوردن مشروع غذا باید با خواندن شکرگذاری نعمات مناسب خدا را شاکر شد، در همین حال تورات شکرگذاری غیررسمی را الزامی می‌کند.

### مسیحیت

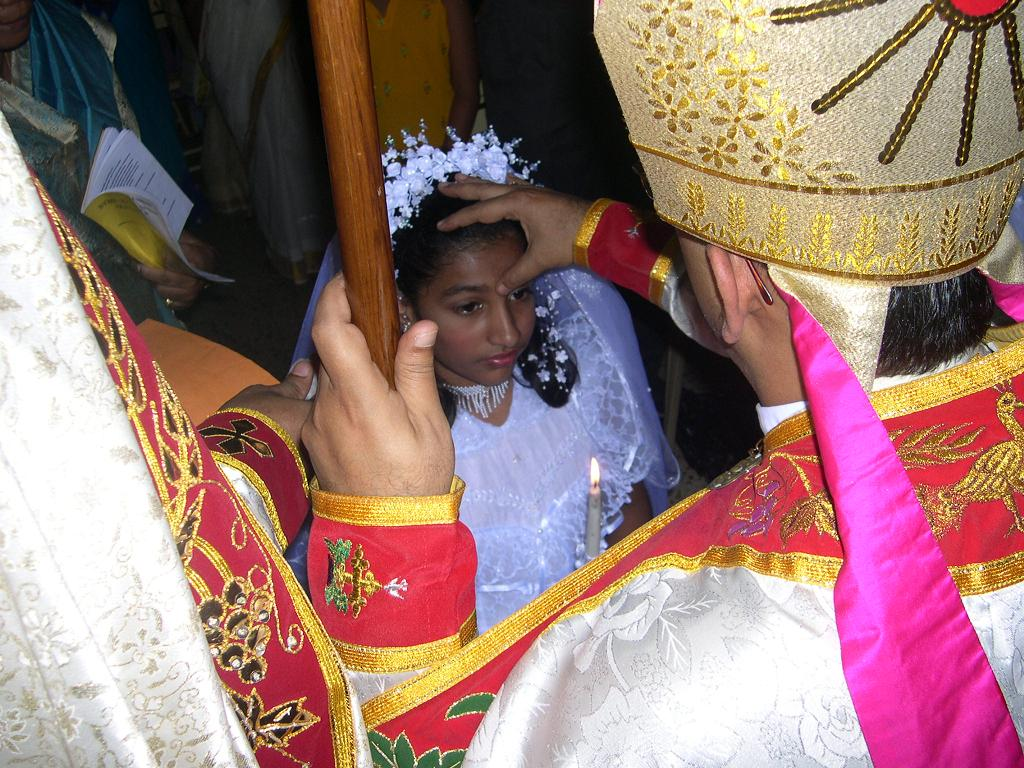
اولین اشتراک

برکات و نفرین‌های مسیح در عهد جدید ظاهر می‌شود، همان‌طور که در خوشاگویی‌های لوقا ۶:۲۰–۲۲ ذکر شده‌است. در آیین کاتولیک رومی، ارتدکس شرقی، انگلیکان، لوترانیسم و سنت‌های مشابه، برکت‌دهی‌های رسمی در کلیسا توسط اسقف‌ها، کشیشان و شماس‌ها ترتیب داده می‌شود.

### اسلام
برکات در اسلام از نظر علمای بزرگ اسلام دو جنبه دارد. نعمت‌ها از سوی خداوند به عنوان آزمایشی برای بشریت داده می‌شود. علمای اسلام ترس از گمراه شدن تدریجی بخاطر نعمت‌ها را از صفات متقین می‌دانند و نترسیدن از آن را از صفات غیر مؤمنین می‌داند. نعمت‌ها در صورتی می‌توانند مایهٔ موفقیت در زندگی اخروی باشند که انسان به خاطر آنها شکر خدا را داشته باشد و همان نعمت‌ها در زندگی اخروی نیز می‌تواند منبعی برای عذاب باشند اگر که انسان دائماً به خاطر آنها خدا را شاکر نباشد.
اسلام هیچ طبقه روحانی ندارد، بنابراین هیچ نعمتی مختص افراد خاصی نیست. مسلمانان مکرراً هنگام ذکر نام محمد یا هر یک از پیامبران، «صلی الله علیه و آله» را تلفظ می‌کنند. مسلمانان نیز در هر دیدار و خروج از یکدیگر با صلوات سلام می‌کنند: السلام علیکم ورحمة الله وبرکاته السلام علیکم و رحمت‌الله و برکاته (به معنای سلام و رحمت و برکات خدا بر شما باد).

## ادیان دارمه
ادیان هندی که شامل هندوئیسم و انشعابات آن بودیسم، جینیسم، سیکیسم و غیره است، ادیان درمه نیز نامیده می‌شوند که همگی بر اساس مفهوم دارمه و کارما و برکت‌دهی‌ها معمول مبتنی بر آدیشتهانا، انجلی مودرا، دارشنا و مودرا و غیره هستند.

### هندوئیسم

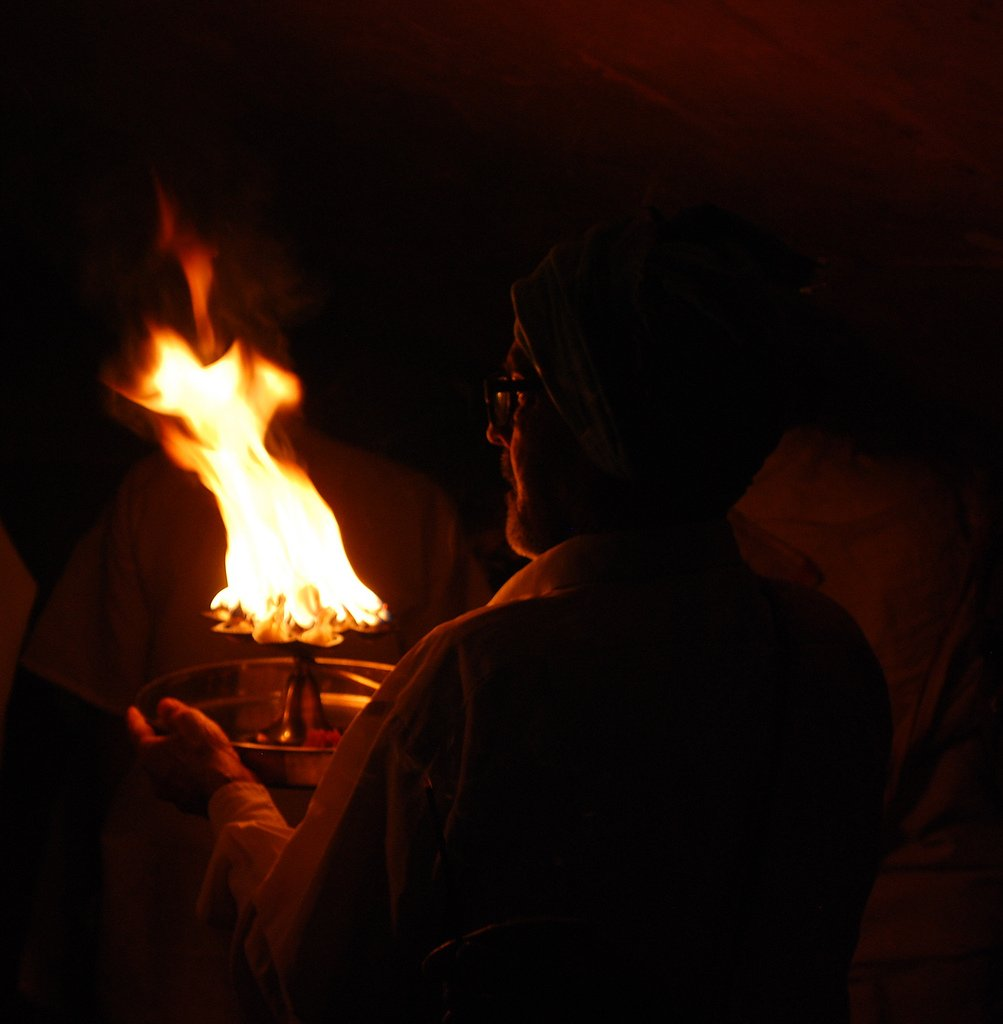
آرتی.